# Shawn Christian
Shawn Patrick Christian (Grand Rapids (Michigan), 18 december 1965) is een Amerikaans acteur.

## Biografie
Christian heeft zijn middelbare school doorlopen aan de Rogers High School in Wyoming en haalde zijn diploma in 1984. Hierna ging hij studeren aan de Ferris University in Big Rapids en haalde hij zijn diploma in 1989. Hierna verhuisde hij naar Chicago om te gaan acteren, later verhuisde hij naar Los Angeles.
Christian begon met acteren in 1994 met de televisieserie As the World Turns. Hierna heeft hij nog meerdere rollen gespeeld in televisieseries en televisiefilms, het meest bekend is hij van zijn rol als Dr. Daniel Jonas in de soap Days of Our Lives. Deze rol vertolkte hij van 2008 tot 2016. Voor zijn rol in de televisieserie As the World Turns werd hij in 1996 genomineerd voor de Soap Opera Digest Awards in de categorie Meest Sexy Mannelijke Acteur.
Christian trouwde in 1996 en heeft uit dit huwelijk een zoon. Zijn vrouw had reeds een dochter uit een eerder huwelijk.

## Filmografie

### Televisiefilms
- Secrets of the Mountain (2010) – Tom Kent
- Small Town Saturday Night (2010) – Tommy Carson
- Only One Can Play (2009) – Alex
- Mating Dance (2008) – Ken
- Meet Dave (2008) – luitenant linkse arm
- For Your Consideration (2006) – pelgrim
- Murder in the Hamptons (2005) – Danny Pelosi
- 50 Ways to Leave Your Lover (2004) – Rory Reisman
- Undercover Christmas (2003) – Jake Cunningham
- Red Skies (2002) – David Cross
- Tremors 3: Back to Perfection (2001) – Desert Jack Sawyer
- Beautiful (2000) – Wink Hendricks

### Televisieseries
- Days of Our Lives – Dr. Daniel Jonas (462 afl., 2008–2011)
- Venice the Series – Brandon (12 afl., 2010)
- Shark – Kerry Conklin (1 afl., 2007)
- Side Order of Life – Jack Sager (1 afl., 2007)
- Ghost Whisperer – Wyatt Jenkins (1 afl., 2007)
- 12 Miles of Bad Road – Jasper Case (1 afl., 2007)
- Runaway – Dr. Fisher (3 afl., 2006)
- Las Vegas – Dr. Derek Stephenson (5 afl., 2006)
- CSI: Miami – Carl Silvers (1 afl., 2006)
- Will & Grace – Travis (1 afl., 2006)
- CSI: NY – Ryan Chisholm (1 afl., 2005)
- Hot Properties – John (1 afl., 2005)
- Boston Legal – Tim Bauer (3 afl., 2005)
- Summerland – Johnny Durant (26 afl., 2004–2005)
- 1-800-Missing – FBI agent Darren Merrit / Jared Hart (2 afl., 2004)
- Happy Family – kapper (1 afl., 2004)
- 10-8: Officers on Duty – Stephen James (1 afl., 2004)
- Coupling – Thad (1 afl., 2003)
- Becker – Kevin (2 afl., 2002–2003)
- Birds of Prey – Wade Brixton (8 afl., 2002–2003)
- One Life to Live – Ross Rayburn (? afl., 2002)
- The Drew Carey Show – Grant (1 afl., 2002)
- Haunted – detective Sykes (1 afl., 2002)
- The Chronicle – Dennis (1 afl., 2002)
- Friends – Dr. Schiff (1 afl., 2001)
- Spin City – kerstman (1 afl., 2001)
- Medical Examiners – Adam Flynn (3 afl., 2001)
- CSI: Crime Scene Investigation – Chad Matthews / Patrick Haynes (1 afl., 2001)
- V.I.P. – Michael Ellins (1 afl., 2000)
- Pensacola: Wings of Gold – Dr. Lawrence Brandon (3 afl., 1999–2000)
- Time of Your Life – Randall (1 afl., 2000)
- Beverly Hills, 90210 – Wayne (5 afl., 1999)
- Charmed – Josh (1 afl., 1999)
- Love Boat: The Next Wave – Nick (1 afl., 1999)
- Wind on Water – Val Poole (4 afl., 1998)
- Step by Step – officier Adams (1 afl., 1998)
- Men Behaving Badly – loodgieter (1 afl., 1997)
- Team Knight Rider – Adam Galbreth (1 afl., 1997)
- Malcolm & Eddie – Trevor (1 afl., 1997)
- Ellen – Danny (1 afl., 1997)
- Pacific Palisades – Quinn Ragowski (3 afl., 1997)
- As the World Turns – Mike Kasnoff (? afl., 1994–1997)